# Универзитет Унион
Универзитет Унион је приватни универзитет у Београду. Основан је 21. јуна 2005. године и представља јавну, самосталну и аутономну високошколску установу, а састоји се од четири факултета.

## Историјат
Универзитет Унион у Београду основан је од стране три факултета:
- Факултет за градитељски менаџмент у Београду,
- Факултет за индустријски менаџмент у Крушевцу и
- Факултет за дизајн у Београду.

Касније су чланови Универзитета постали: Факултет за менаџмент некретнина, Факултет за предузетнички бизнис, Рачунарски факултет, Београдска банкарска академија — Факултет за банкарство, осигурање и финансије, Правни факултет, сви у Београду. Овим су обогаћена научна и уметничка поља, односно области у којима младе генерације могу стицати знања, вештине и радне способности.
У марту 2010. године одлуком сената, а као резултат несугласица између сувласника универзитета, из састава универзитета су искључени Факултет за градитељски менаџмент, Факултет за предузетнички бизнис и Факултет за менаџмент некретнина који заједно са Факултетом за екологију и заштиту животне средине од тада формирају Универзитет Унион — Никола Тесла.

## Организација
У свом саставу Универзитет Унион има четири факултета:
- Рачунарски факултет
- Београдска банкарска академија
- Правни факултет
- Факултет за правне и пословне студије „др Лазар Вркатић”